# 大熊元司
大熊 元司（おおくま もとし、本名同じ、1941年12月18日 - 1992年12月27日）は、日本のプロレスラーおよび大相撲力士。埼玉県草加市出身。
大相撲時代は崎錦（さきにしき）の四股名で伊勢ヶ濱部屋に所属、最高位は幕下93枚目。プロレス転向後は中堅のラフファイターとして活躍した。愛称は「クマさん」。

## 来歴
中学校卒業後に大相撲の伊勢ヶ濱部屋へ入門し、1957年5月場所に大熊の四股名で初土俵を踏んだ。1958年11月場所から四股名を崎錦と改名したが伸び悩んでしまい、1962年5月場所をもって廃業した。大相撲を廃業して間もない同年5月に日本プロレスへ入門し、1ヶ月後の6月5日に名古屋市金山体育館大会で北沢幹之を相手にデビューを果たす。リング外ではジャイアント馬場の付き人2代目となった（初代はマシオ駒）。当初は豊登の命名により「大熊熊五郎」のリングネームだったが、読売ジャイアンツの同名選手である藤田元司の活躍をきっかけとして本名に戻している。大熊は全選手の背番号を言い当てるほどの大の巨人ファンであった。
1965年11月28日、韓国で開催された5カ国親善プロレス試合にて張永哲（チャン・ヨンチョル）と対戦したが、勝敗の取り決めを破り「通常のプロレスではあり得ないほど強い力」での腰への関節技（逆エビ固め）をかけたところ、張の弟子10人が乱入して大熊を殴打するという「大熊リンチ事件」が起こった。この事件には警察の捜査が入り、刑事告訴を恐れた張側が「プロレスには脚本があり、それを相手側が破ったことが発端であった」と訴えたが、そのことが公に暴露されて韓国でのプロレス人気低下の一因となった。
1967年下期、グレート小鹿とともに海外修行でアメリカに渡り、南部のテネシーおよびジョージア地区でコンビを組んで活動。テネシーでは同年10月に同地区版のNWA世界タッグ王座を獲得したが、ホームシックのため体重が大幅に減少し、翌1968年に単独で帰国している。その後、1971年に再渡米し、フロリダを経てテキサス州アマリロ地区にてマシオ駒とのタッグで活動。11月25日にNWAウエスタン・ステーツ・タッグ王座を獲得し、翌年7月にかけてリッキー・ロメロ&ロード・アル・ヘイズやディック・マードック&ボビー・ダンカンなどのチームとタイトルを争った。
アメリカ遠征から帰国後の1972年8月、駒とともに日本プロレスを離脱して馬場の新団体全日本プロレスに移籍。10月21日の旗揚げ前夜祭ではフレッド・ブラッシーから反則勝ちを収め、翌22日の旗揚げ第1戦では駒とのコンビでセミファイナルに出場し、ブラッシー＆ダッチ・サベージを下した。1974年にはカナダのマリタイム地区に遠征し、グレート・クマ（Great Kuma）のリングネームで活動。5月にレオ・バーク、6月にザ・ビーストを破り、同地区のフラッグシップ・タイトルだった北米ヘビー級王座を2回獲得している。
全日本プロレスでは小鹿との「極道コンビ」を復活させ、アンダーカードのタッグ戦線において活動。アジアタッグ王座を4度獲得し、1976年から1981年にかけて王者チームとして活躍した。その後はジョバーの役割を負うようになり、スタン・ハンセン、阿修羅・原、1984年にジャパンプロレスとして参戦した長州力などを相手に、果敢に攻め込みながらも短時間で敗れる「やられ役」となることが多くなった。しかし、ハンセンは大熊に関し自著で以下のように回想している。
現役晩年は永源遙・渕正信らと「悪役商会」を結成し、馬場やラッシャー木村のファミリー軍団と明るく楽しいプロレスを展開。「グリコポーズ」はおなじみのアピールだった。
1992年12月27日、現役のまま急性腎不全で死去した。51歳没。
最後の試合は1992年12月4日の日本武道館大会で、永源＆渕と組んでの馬場・木村・アンドレ・ザ・ジャイアント戦であった。試合はアンドレが大熊をフォールしている。なおアンドレも大熊死去の翌月に死去しており、同試合はアンドレにとっても生涯最後の試合であった。

## 特記
- 頑強な体を誇り、また大変な酒豪としても知られていた。エピソードの一つに巡業移動中の食堂車で、車内にある酒を全て飲み干してしまったというのがある。しかし大熊の死因が急性腎不全だったために、酒が死期を早めてしまったことは否めない[12]。
- 同じく力士・レスラーとして活躍した清美川梅之は親戚にあたる。力士時代に所属した部屋も、同じ伊勢ヶ濱部屋である。
- 小橋建太のデビュー戦の相手を務めている（1988年2月26日、滋賀・栗東町大会）。
- ジャイアント馬場の付け人を務め、またいち早く全日本プロレスの設立に馳せ参じた一人でもあり、馬場からの信頼も大きかった。大熊の追悼セレモニーの際、遺影を持つ馬場は悲痛な表情を見せていたが、確執の深かった上田馬之助には訃報を知らせなかったため「祝儀不祝儀の付き合いも断つのか」と憤っていた。
- 前述の通り、個人的な事情で初のアメリカ修行を途中で断念してしまった大熊だったが[5]、その後一人残ったグレート小鹿がシングル王座に挑戦すると聞くと「俺も応援に行くからな!」と息巻いたという。極道コンビの絆が伝わる逸話である。
- 1992年12月4日、日本武道館における生涯最後の試合となる馬場、アンドレ・ザ・ジャイアント、ラッシャー木村vs大熊、永源遙、渕正信の6人タッグマッチでアンドレにフォール負けを喫した[13]。またアンドレも大熊が逝去した1ヵ月後にこの世を去っており、お互いに生涯最後の対戦相手となった。

## 得意技
- ボディ・プレス
- ヘッドバット
  - ランニング・ヘッドバット（倒れている相手に、助走をつけて倒れ込んで頭突きを放つ）
  - 鼻バット（相手の鼻に自らの頭部を打ちつける）

## 獲得タイトル
NWAミッドアメリカ
- NWA世界タッグ王座（テネシー版）：1回（w / グレート小鹿）[4]

NWAウエスタン・ステーツ・スポーツ
- NWAウエスタン・ステーツ・タッグ王座：2回（w / マシオ駒）[7]

イースタン・スポーツ・アソシエーション
- 北米ヘビー級王座（マリタイム版）：2回[9]
- インターナショナル・タッグ王座（マリタイム版）：2回（w / ジート・モンゴル）[14]

全日本プロレス
- アジアタッグ王座：4回（w / グレート小鹿）[10]

## 出演
テレビ番組
- テレビに出たいやつみんな来い!!（日本テレビ、1982年） - 強制退場のおにいさん

CM
- 三平グッドカメラ（関東地区ローカル）